# Karen Hawkins (Leichtathletin)
Karen Hawkins (* 20. Juli 1957) ist eine ehemalige US-amerikanische Sprinterin.
1979 siegte sie bei den Panamerikanischen Spielen in San Juan in der 4-mal-100-Meter-Staffel.
1980 verhinderte der US-Boykott eine Teilnahme an den Olympischen Spielen in Moskau. Beim ersatzweise abgehaltenen Liberty Bell Classic gewann sie Bronze über 100 und 200 Meter.
1980 wurde sie US-Meisterin über 200 Meter.

## Persönliche Bestzeiten
- 100 m: 11,32 s, 23. Juli 1979, Moskau
- 200 m: 22,78 s, 2. Mai 1980, Houston